# Бутенко Леонід Якович
Леоні́д Я́кович Буте́нко (1924 , Миколаїв, Миколаївська округа, Одеська губернія, Українська СРР, СРСР  — невідомо ) — український радянський діяч, 1-й секретар Одеського міського комітету КПУ. Депутат Верховної Ради УРСР 8—9-го скликань (1971–1980). Кандидат у члени ЦК КПУ (1971–1981).

## Біографія
Народився у родині робітника в  місто Миколаєві, тепер Миколаївська область, Україна. У 1944 році — служба у Радянській армії: воював у складі військ 3-го Українського фронту. Учасник німецько-радянської війни. Після поранення у 1944 році демобілізований із армії.
Освіта вища. У 1950 році закінчив Миколаївський кораблебудівний інститут.
У 1950–1959 роках — майстер, технолог, старший майстер, старший конструктор, начальник бюро технічного контролю суднобудівного заводу у місті Молотовську (Сєверодвінську) Архангельської області РРФСР.
Член КПРС з 1953 року.
У 1959–1962 роках — начальник відділу, заступник начальника спеціального конструкторського бюро, звільнений секретар партійної організації Одеського заводу холодильного машинобудування.
У 1962–1963 роках — секретар, 2-й секретар Іллічівського районного комітету КПУ міста Одеси. У 1963–1970 роках — 1-й секретар Приморського районного комітету КПУ міста Одеси.
20 лютого 1970 — квітень 1977 року — 1-й секретар Одеського міського комітету КПУ.

## Нагороди
- орден Жовтневої Революції
- орден «Знак Пошани»
- орден Червоної Зірки
- орден Вітчизняної війни 1-го ст. (6.04.1985)
- медалі
- Почесна грамота Президії Верховної Ради Української РСР